# Skals Efterskole
Skals Efterskole er en grundtvigsk boglig efterskole i Skals, 10 km nord for Viborg, der blev oprettet i 1990. Forstanderen på skolen er Nikolai Vangkilde Terp,  souschef er Kirsten Benner Gerbek.
Skals Efterskolskole prioriterer det solide boglige arbejde sammen med det internationale perspektiv. Fire af klasserne på skolen undervises på engelsk, og der er flere udenlandske elever på skolen. Skals Efterskole driver endvidere Cambridge International Examinations (CIE) og er således konsulenter for mere end 50 Cambridge Associate Schools (CAS) i Danmark.
I det de underviser efter Cambridge IGCSE betyder det at det meste af undervisningen foregår på engelsk, hvis man vælger deres "Cambridge-klasse" - dog med undtagelse af dansk. Samtidig har de hvert år besøg af elever fra forskellige lande.
Skals Efterskole har plads til 160 elever. Der er fem huse med hver en under- og overetage, og fire værelser på hver etage. Værelserne bebos af 4 elever blandet mellem årgange og klasser. I Alle elever bor på blandende etager, hvilket vil sige både pige- og drengeværelser på hver etage. Hvert år er alle elever i udlandet, hvor de på forskellig vis oplever en anden kultur. 
Skals Efterskole tager elever ind til 9. og 10. klasse.
To af ugens fem dage starter med fortælletime. De tre øvrige dage vises og diskuteres nyheder typisk fra BBC, CNN eller TV2 News.